# Rentiapril
Rentiaprilul este un compus chimic ce acționează ca inhibitor al enzimei de conversie a angiotensinei.